# PGC 2776149
LEDA/PGC 2776149 ist eine Galaxie im Sternbild Kleiner Bär am Nordsternhimmel. Sie ist schätzungsweise 751 Millionen Lichtjahre von der Milchstraße entfernt und hat einen Durchmesser von etwa 125.000 Lichtjahren.
Im selben Himmelsareal befinden sich unter anderem die Galaxien NGC 5452, PGC 49217, PGC 2775677, PGC 2775729.